# Psammoclema foliaceum
Psammoclema foliaceum är en svampdjursart som beskrevs av Poléjaeff 1884. Psammoclema foliaceum ingår i släktet Psammoclema och familjen Chondropsidae.
Artens utbredningsområde är havet kring Australien. Inga underarter finns listade i Catalogue of Life.